# Miejscowości na Falklandach
Według danych oficjalnych pochodzących z 2012 roku Falklandy (brytyjskie terytorium zamorskie) posiadały ponad 20 miejscowości o ludności przekraczającej 20 mieszkańców. Stolica kraju Stanley jako jedyne miasto liczyło ponad 2 tys. mieszkańców, czyli blisko 83% wszystkich mieszkańców terytorium; reszta miejscowości poniżej 50 mieszkańców.

## Największe miejscowości na Falklandach
Największe miejscowości na Falklandach według liczebności mieszkańców (stan na 15.04.2012):
| L.p. | Miasto      | Wyspa             | Liczba ludności |
| ---- | ----------- | ----------------- | --------------- |
| 1.   | Stanley     | Falkland Wschodni | 2 121           |
| 2.   | Goose Green | Falkland Wschodni | 40              |
| 3.   | Port Howard | Falkland Zachodni | 22              |

## Alfabetyczna lista miejscowości na Falklandach
Spis miejscowości Falklandów:
- Ajax Bay, hiszp. Bahía Ajax
- Bluff Cove, hiszp. Bahia Agradable lub Hoya Fitzroy
- Chartres
- Darwin, hiszp. Puerto Darwin
- Douglas
- Dunnose Head, West Falkland, hiszp. Director Dunnose
- Fitzroy, hiszp. Fitz Roy
- Fox Bay, hiszp. Bahía Fox
- Goose Green, hiszp. Pradera del Ganso
- Green Patch
- Hill Cove, hiszp. Cerro Cove
- Hope Place
- Hoste Inlet
- Johnson's Harbour, hiszp. Puerto Johnson
- Mare Harbour, hiszp. Puerto Yegua
- Mount Pleasant, baza wojskowa (RAF Military Base)
- New Haven
- North Arm, hiszp. Brazo Norte
- Port Albemarle, hiszp. Puerto Santa Eufemia
- Port Howard, hiszp. Puerto Mitre
- Port Louis, hiszp. Puerto Luis
- Port San Carlos, hiszp. Puerto San Carlos
- Port Stephens, hiszp. Puerto Esteban
- Puerto Soledad, hiszp. Puerto Soledad
- Rincon Grande, hiszp. Rincón Grande
- Roy Cove
- Salvador
- San Carlos
- Stanley, hiszp. Puerto Argentino
- Teal Inlet, hiszp. Caleta Trullo
- Walker Creek
- Weddell Settlement